# Scopula dorsinigrata
Scopula dorsinigrata är en fjärilsart som beskrevs av W. Warren 1904. Scopula dorsinigrata ingår i släktet Scopula och familjen mätare. Inga underarter finns listade.